# Jeffrey Donovan
Jeffrey Thomas Donovan (Amesbury, Massachussets, 11 de maio de 1968) é um ator estadunidense, conhecido - entre outros - pela atuação em Burn Notice. uma série norte-americana do gênero drama e Fargo, uma série norte-americana do gênero crime-drama.

## Filmografia (seleção)
- 1995: Throwing Down
- 1997: Catherine's Grove
- 1998: When Trumpets Fade
- 2000: Bait
- 2000: Book of Shadows: Blair Witch 2
- 2002: Purpose
- 2003: Sam & Joe
- 2004: Touching Evil (série de televisão)
- 2005: Hitch
- 2006: Come Early Morning
- 2006: Believe in Me
- 2006: Monk (episódio: Mr. Monk and the Astronaut)
- 2007: Crossing Jordan (série de televisão)
- 2007: Burn Notice (série de televisão)
- 2008: Changeling
- 2015: Fargo (série de televisão)
- 2015: Sicario
- 2018: Sicario Day Of The Soldado
- 2021: Wrath of Man